# جون بانكس (لاعب كريكت)
جون بانكس (26 مايو 1903 في المملكة المتحدة - 20 أكتوبر 1979) (بالإنجليزية: John Banks)‏ هو لاعب كريكت نيوزلندي. لعب مع Wellington cricket team ‏.

## وصلات خارجية
- جون بانكس على موقع إي آس بي آن كريك إنفو (الإنجليزية)